# Chungongtu
Chungongtu (en chino: 春宮圖, literalmente ilustración palaciega primaveral o pintura palaciega primaveral), también conocido como chungonghua (en chino: 春宮畵) o chungongmihua (en chino: 春宮密畵), es un término genérico para referirse al arte erótico tradicional en China.
La práctica de crear estas pinturas se popularizó durante la dinastía Ming (1368-1644), pero se cree que sus orígenes se remontan a la dinastía Han posterior. Cuenta la leyenda que un descendiente del emperador Jing de Han tenía ilustraciones de relaciones sexuales pintadas en su habitación. 
Se cree que la popularidad de las prácticas sexuales taoístas, atribuidas al legendario Emperador amarillo y a la diosa Sunü, provocó una demanda de ilustraciones explicativas entre las clases altas, pero las que se conservan datan de la dinastía Ming en adelante, y entre ellas se encuentran colecciones de pinturas a color sobre seda y papel, así como colecciones de pinturas y grabados basados en novelas eróticas como el Jin Ping Mei o el Rouputuan (La alfombra de oración carnal o Alfombrilla de los goces y los rezos, de Li Yu).
En cuanto al arte erótico chino, además de estas pinturas, se conservan numerosos objetos de cerámica, y hay un museo especializado en la ciudad de Suzhou, además de una exposición celebrada en 2012 en el centro de convenciones de Wuhan.

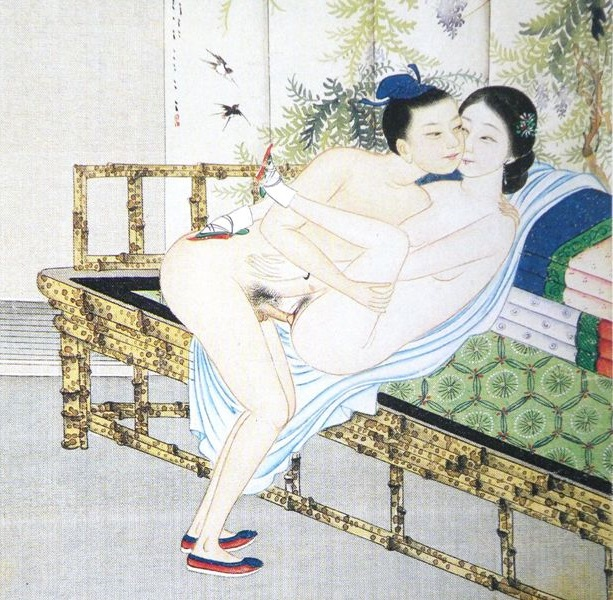
Ejemplo de chungonghua de la dinastía Qing.

## Historia
Si bien la mención más antigua de la que queda registro de la palabra Chungong aparece en la antología poética Chu Ci (Las elegías de Chu), el término solo comenzó a usarse para referirse a pinturas eróticas a partir de la dinastía Song. 
El primer registro escrito conocido referirdo a la tradición de arte erótico se remonta al siglo II a. C. Afirma que tanto Chen Ping, consejero del emperador Liu Bang de la dinastía Han, como Guangchuanwang disfrutaban dibujando arte erótico. En tiempos de la dinastía Tang, estas pinturas eran usadas para decorar biombos. Influencias mongolas empezaron a apreciarse en estas pinturas durante la dinastía Yuan.  La costumbre de ver pinturas eróticas de jóvenes es descrita también en la literatura clásica china. De acuerdo con Robert van Gulik, el Libro de Han menciona la siguiente escena: «sentarse en la casa de pintura es para que los hombres y las mujeres se reúnan desnudos, compren vino e inviten a todos los padres y hermanas a beber, y les hagan contemplar la pintura». Zhang Heng, astrónomo y poeta de la dinastía Han del Este, incluye un verso en su poema «Canción de la misma voz» (en chino: 同声歌) que menciona parejas de recién casados viendo juntas pinturas:
«Se quitan las ropas, se limpian los cosméticos y se extienden las pinturas sobre la almohada. La chica simple es mi maestra, y la postura es magnífica en mil aspectos».
Bai Xingjian, poeta de la dinastía Tang, habla de la tradición en su poema Tiandi yinyang jiaohuan dalefu. Asimismo, Wei Yangsheng describe la práctica en La alfombra de oración carnal, de Li Yu (dinastía Qing) en estas palabras: «Vayan a una tienda de caligrafía y pintura y compren un exquisito librito erótico, escrito por Zhao Ziang, un erudito de esta dinastía. Treinta y seis series, los treinta y seis palacios en los poemas Tang, representan todos paisajes primaverales. Tómenlos y pónganlos en el tocador, para que sean más fáciles de leer para la señorita Yuxiang». 
Zheng Zhenduo mencionó en A propósito de Jin Ping Mei Ci Hua (en chino: 谈金瓶梅词话) que escondidos en el harén del emperador se encuentran «música y letras obscenas» y chungonghua. 
El arte erótico chino alcanzó su apogeo popular durante el final de la dinastía Ming.
Las pinturas eróticas eran usadas también como un medio de educación sexual.

## Estilo
Las raíces filosóficas de esta tradición china de arte erótico pueden hallarse en la concepción de Yangsheng (un conjunto de prácticas tradicionales de autocultivo diseñadas para promover la salud y la longevidad) que caracteriza el sexo como una versión en miniatura de procesos creativos primales. De esta manera, el arte del chungongtu representa de manera menos exagerada las emociones en comparación con el género relacionado del shunga japonés, centrándose más en mostrar el juego amoroso previo que la penetración, con un énfasis en la armonía emocional.

## Como prevención de los incendios
Los chinos creen que las pinturas eróticas pueden evitar los incendios y suelen por tanto ser colgadas en las cocinas de la gente común. En la tradición china, la lluvia representa la unión del yin y el yang entre el cielo y la tierra, que fertiliza la tierra y produce alimentos y plantas. Por lo tanto, las relaciones sexuales entre hombres y mujeres simbolizan la lluvia y la extinción del fuego.